# David Hawkins
David Gregory Hawkins (Washington, 28 ottobre 1982) è un ex cestista statunitense, professionista in Italia e in Turchia.

## Carriera
Giocatore dotato di mezzi fisici molto importanti, predilige in modo particolare le penetrazioni, benché talvolta non disdegni il tiro da tre punti.
Al college ha giocato fino al 2004 con la Temple University, dove, grazie alle sue importanti doti fisiche viaggiava alla notevole media di oltre 20 punti a partita.
Finito il college ha disputato la pre-season con gli Houston Rockets dopodiché a partire dal 2004 si è accasato in Italia, alla Nuova Sebastiani Basket Rieti con 25 punti di media in sei mesi in Legadue.
Nell'aprile 2005 viene ingaggiato dalla Virtus Roma, con cui arriva alla semifinale scudetto, persa contro la Fortitudo Bologna, dopo aver fornito ottime prestazioni in tutte le gare dei play-off.
Nel 2006 vince il titolo di MVP della finale di Coppa Italia nonostante la sconfitta della propria squadra contro la Carpisa Napoli.
Dopo un inizio di stagione decisamente sotto tono, nel quale si è rivelato incostante, offrendo a volte prestazioni di altissimo valore, a volte gare più deludenti forse attirato dalle sirene NBA. Probabilmente il vero Hawkins è stato quello della stagione precedente dove ha avuto statistiche di altissimo valore.
Dopo la gara-3 della semifinale contro la Montepaschi Siena giocata il 5 giugno 2007, dopo un controllo effettuato è stato trovato positivo alla cannabis, ricevendo una squalifica che lo ha tenuto fuori per tre mesi. Rientrato in campionato alla quarta giornata della stagione 2007-08 e in Eurolega, "il falco", dopo alcune prestazioni incolori, ritorna lentamente sugli antichi livelli, dimostrando ciò che può realmente fare. A febbraio, dalle pagine del Corriere dello Sport, annuncia il suo addio a Roma a fine stagione.
Ha trascinato in finale scudetto Roma contro la Montepaschi Siena. La finale Roma la perde 4-1, però Hawkins si distingue quale autentico trascinatore durante tutta la stagione, disputando una seconda parte di campionato ad altissimi livelli e con grande impegno.
Ha chiuso la sua stagione con 12,5 punti, 4 rimbalzi, 2,3 assist e 2,7 palle recuperate in 29,5 minuti di media, ritornando finalmente a giocare ai suoi livelli fino ad essere il giocatore più importante di Roma per la stagione 2007-08, insieme ad Erazem Lorbek.
Nella stagione 2008-09 firma per l'Olimpia Milano, in cui funge da prima opzione offensiva nella maggior parte dei casi.
Non esercita l'opzione sul secondo anno con Milano, così il 24 luglio 2009 viene ufficializzato alla Montepaschi Siena, con cui vince scudetto e coppa Italia con un contratto annuale con l'opzione sul secondo.
Nell'estate 2010 torna all'Olimpia Milano con cui viene eliminato 3-1 nella semifinale play-off scudetto dalla Pallacanestro Cantù.
Con l'arrivo del nuovo allenatore dell'Olimpia Sergio Scariolo, non rientra più nei piani tecnici nonostante il suo forte, e più volte dichiarato, attaccamento alla maglia e alla città. Dal 2004 al giugno 2011, nei vari campionati disputati in Italia, ha giocato 275 partite segnando 4.183 punti per una media di 15,21 punti/partita.
Nel luglio del 2011 si accasa in Turchia, al Beşiktaş.
Il 16 agosto 2012 il Galatasaray paga un buyout di 500.000 dollari al Beşiktaş e fa firmare al giocatore un biennale con opzione per la terza stagione.
Nel gennaio 2013 non passa un test antidoping. Dopo essere risultato positivo alla cocaina anche nelle controanalisi, viene squalificato per 4 anni dalla TBF.
Il 21 febbraio 2017 viene annunciato il suo ritorno in Italia con la A.D. Basket Sustinente, squadra del mantovano militante in Serie C Silver. All'esordio nella sua prima ed ultima partita mette a referto 17 punti, con 3/7 da due e 1/4 da tre.
Il giorno 17 gennaio 2018 è stata annunciata la sua firma per la nuova avventura in Italia con la squadra della Fortitudo Roma militante nel campionato di C Silver

## Palmarès

### Squadra
- Campionato italiano: 1

Mens Sana Siena: 2009-2010
- Campionato turco: 1

Beşiktaş: 2011-2012
- Coppa di Turchia: 1

Beşiktaş: 2011-2012
- Coppa Italia: 1

Mens Sana Siena: 2010
- Supercoppa italiana: 1

Mens Sana Siena: 2009
- EuroChallenge: 1

Beşiktaş Istanbul: 2011-2012
- Serie C Silver: 1

Fortitudo Roma: 2017-2018

### Individuale
- MVP Coppa Italia Serie A: 1

Virtus Roma: 2006